# استیوارت ریپلی
استیوارت ریپلی (به انگلیسی: Stuart Ripley) بازیکن فوتبال زادهٔ ۲۰ نوامبر ۱۹۶۷ اهل کشور انگلستان که سابقهٔ بازی در تیم ملی فوتبال انگلستان را در کارنامهٔ خود دارد. وی در تاریخ ۱۷ نوامبر ۱۹۹۳ نخستین بازی ملی خود را در مقابل تیم ملی فوتبال سن مارینو انجام داد و با حضور در ۲ بازی ملی، در تاریخ ۱۰ سپتامبر ۱۹۹۷ واپسین بازی ملی‌اش را در برابر تیم ملی فوتبال مولداوی برگزار کرد.